# Tricot (gemeente)
Tricot is een gemeente in het Franse departement Oise (regio Hauts-de-France). De plaats maakt deel uit van het arrondissement Clermont. Tricot telde op 1 januari 2022 1.378 inwoners.

## Geografie
De oppervlakte van Tricot bedroeg op 1 januari 2022 11,91 vierkante kilometer; de bevolkingsdichtheid was toen 115,7 inwoners per km².

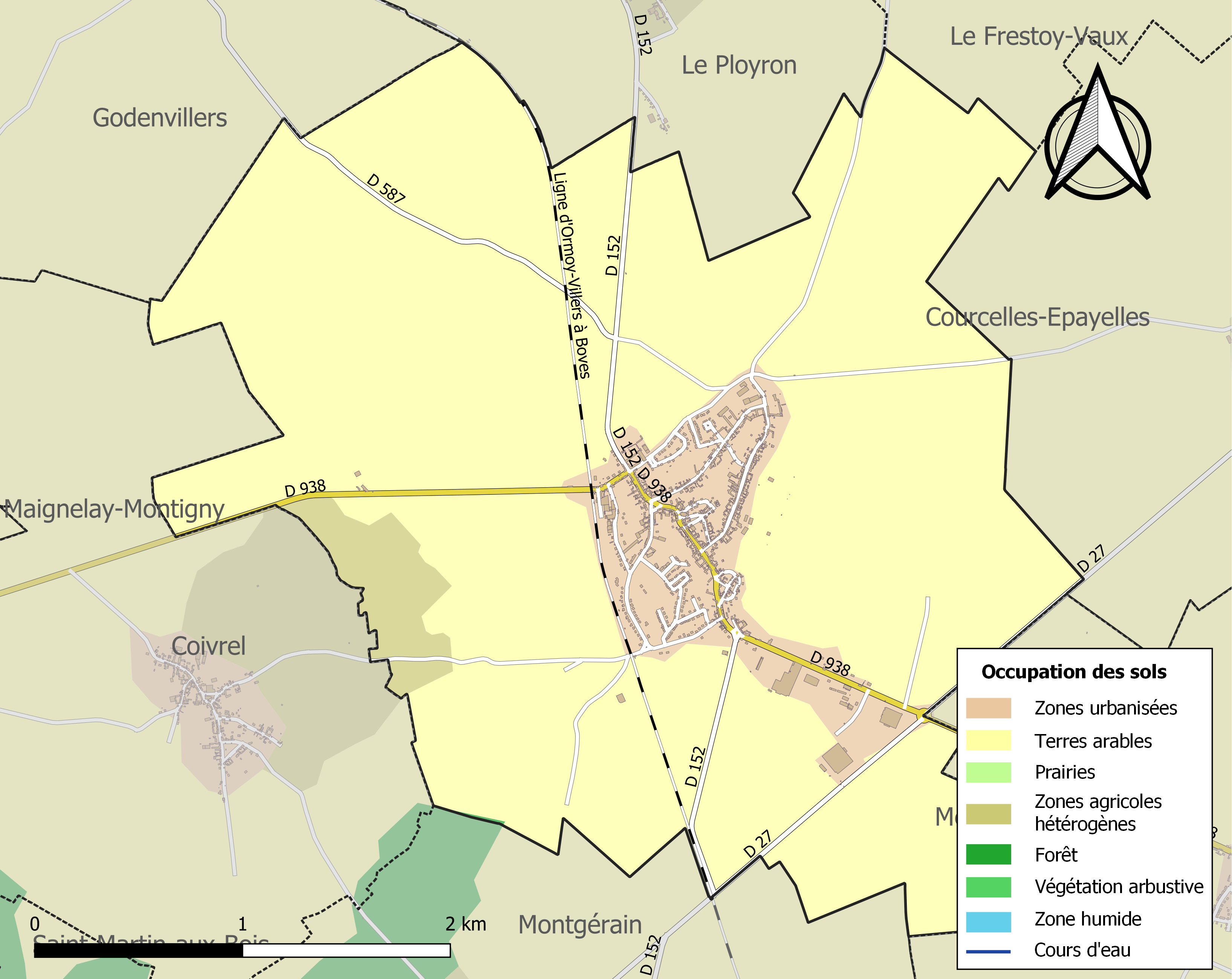
Kaart van de gemeente met belangrijkste infrastructuur, bodemgebruik en omliggende gemeenten

## Verkeer en vervoer
In de gemeente ligt spoorwegstation Tricot.

## Demografie
Onderstaande figuur toont het verloop van het inwonertal (bron: INSEE-tellingen).

## Afbeeldingen

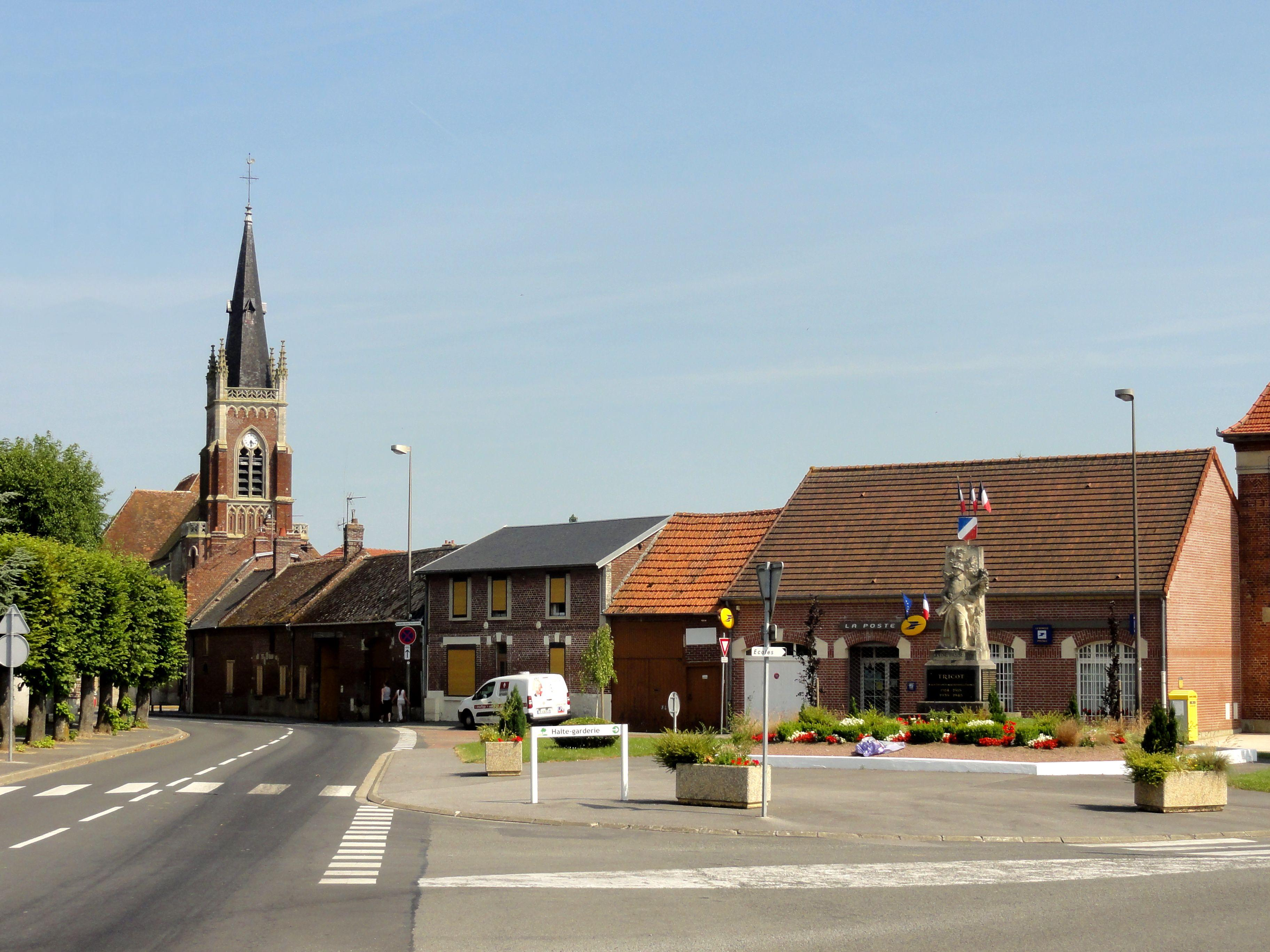
Centrum met postkantoor
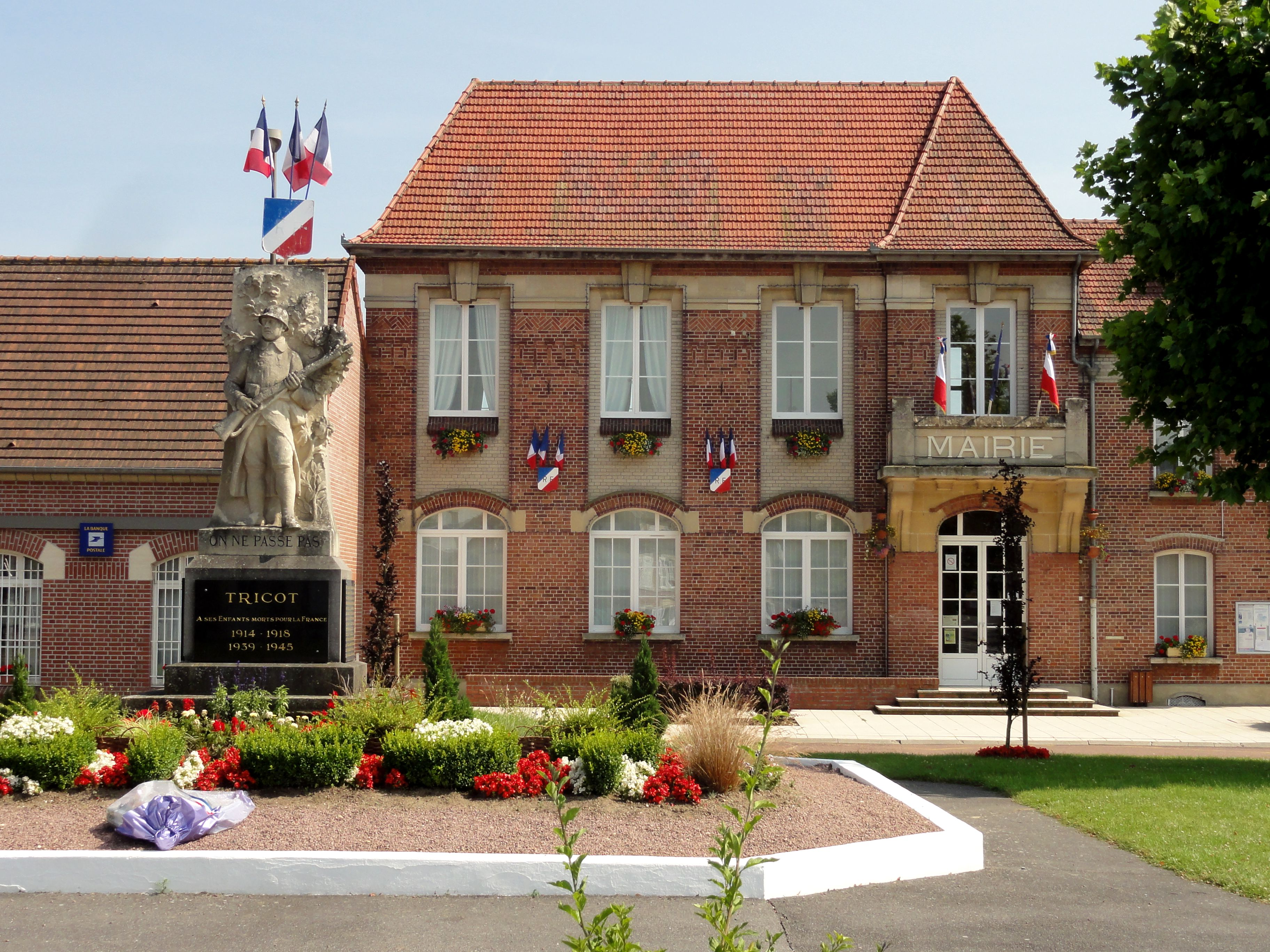
Gemeentehuis en oorlogsmonument
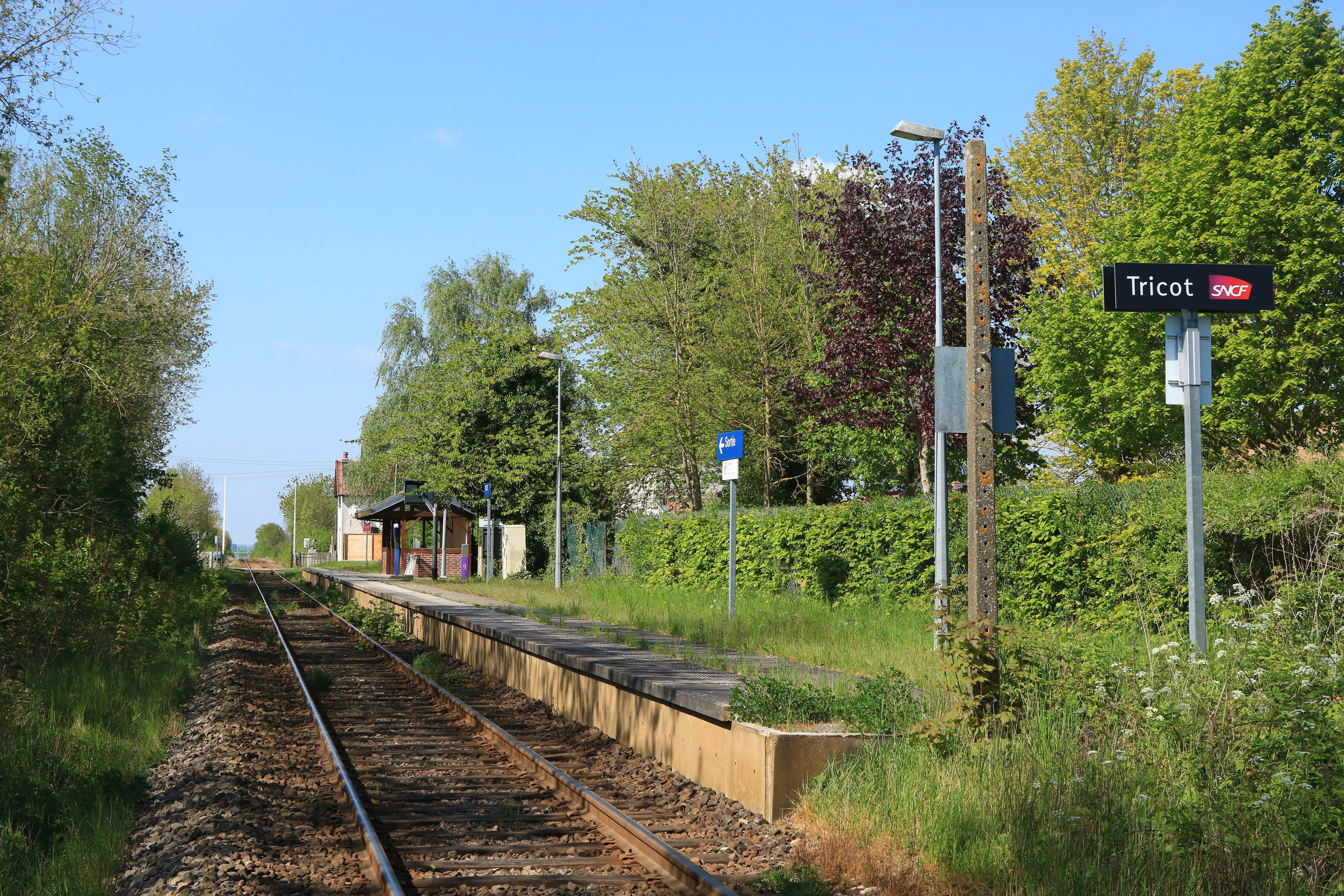
Station
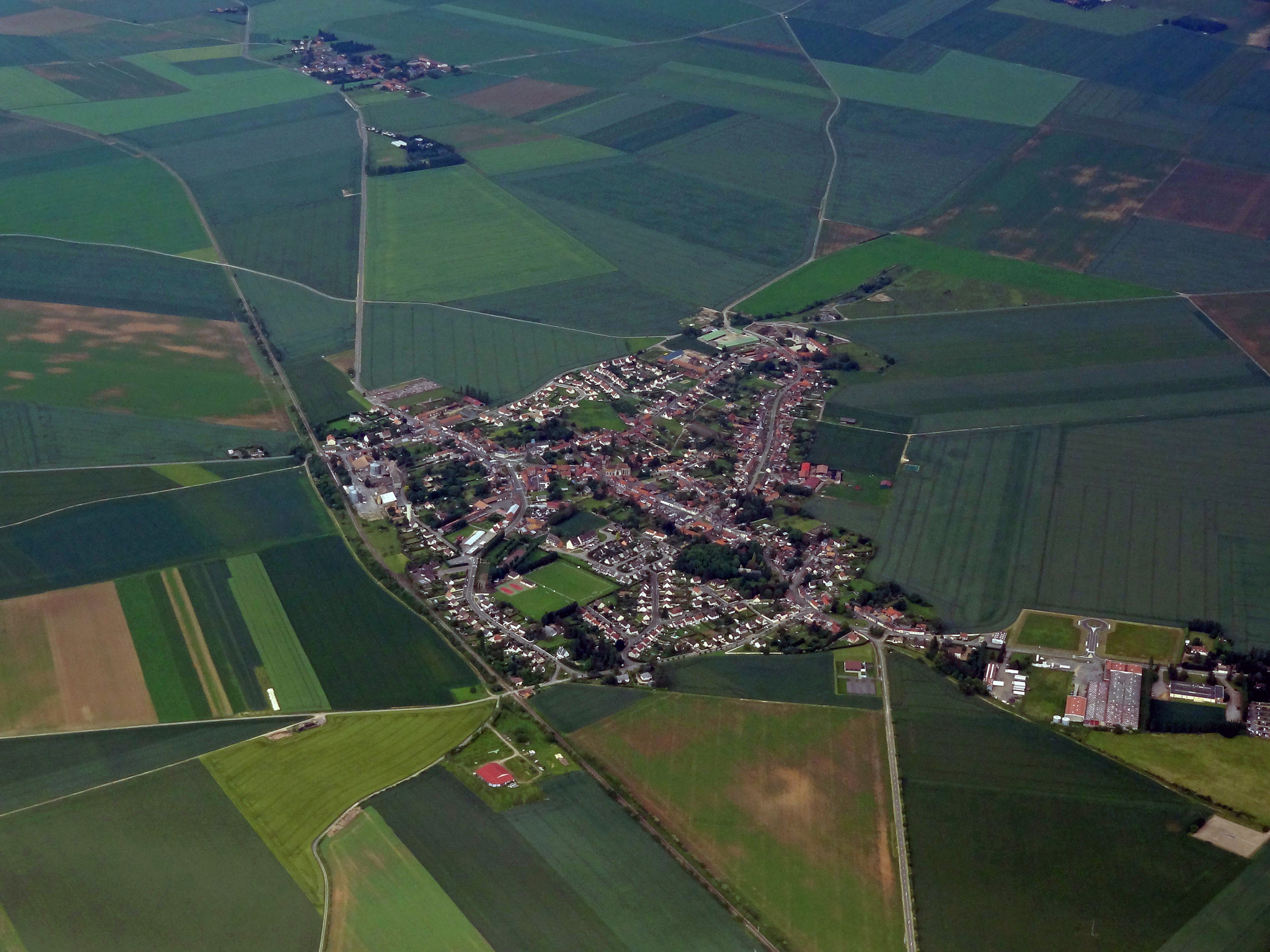
Tricot vanuit de lucht